# Сузана Тамаро
Сузана Тамаро (итал. Susanna Tamaro; рођена 12. децембра 1957. године) је италијански романописац. Такође је радила као научни документариста и асистент режије филма.

## Биографија
Сузана Тамаро рођена је у породици средње класе у Трсту. Њена мајка је у сродству са италијанским писцем Италом Свевом. Године 1976. Тамаро је стекла наставничку диплому и добила стипендију за студије у Centro Sperimentale di Cinematografia, италијанској школи кинематографије, где је стекла диплому режије.
1978. године започела је са писањем првих кратких прича, а 1981. године написала је свој први роман: Илмиц. Одбациле су је све издавачке куће којима се обратила и остаје необјављена.
1989. године "Марсилио" је објавио њен роман Глава у облацима (La testa fra le nuvole). Разболела се од астматичног бронхитиса и била је принуђена да се пресели из Рима у Орвието, у Умбрији. Њен други роман Само за један глас (Per voce sola) 1991. године освојио је међународну награду ПЕН и преведен је на неколико језика. 1991. године написала је књигу за децу Cuore di ciccia.
1994. написала је Иди куда те срце води (Va' dove ti porta il cuore). Књига је била међународни бестселер и постала је „италијанска књига која се највише продавала у 20. веку“. Радња Иди куда те срце води  врти се око Олге, старије жене која одлучује да напише дуго писмо својој унуци у Америци. Олга размишља о свом животу и открива унуци тајне њихове породице. Овај роман је преведен на више од 35 језика. Године 2000. одрекла се ауторских права у корист хуманитарне фондације за жене која носи њено име.
Године 1996. италијанска редитељка Cristina Comencini снимила је истоимени филм по мотивима романа. 2006. године написала је Слушај мој глас, наставак романа Иди куда те срце води. Овај роман је преведен на дванаест језика.
Од 1996. до 1998. године дала је допринос за Famiglia Cristianа, популарни италијански часопис. 1997. године објавила је роман Анима Мунди, кроничну причу о пријатељству две жене.
2001. написала је Raccontam ; 2002. Più fuoco, più vento ; 2003. Fuori. У овом роману Тамаро је открила своју позицију про-живота, еутаназије и научног истраживања ембриона. Она је углавном наклоњена ставу који је заузела Католичка црква о овим темама.
2008. године објавила је Луизито - Љубавна прича.
У септембру 2018. најавила је излазак своје следеће књиге и очекивала је да у њој говори о томе како је погођена Аспергеровим синдромом од раних година живота.
Повлачење из јавног живота због борбе с Аспергеровим синдромом је и званично објавила 2019. године, на свој 62. рођендан.

## Награде и почасти
- Награда Итало Калвино за La testa fra le nuvole (Глава у облацима) (1989)
- Награда Елса Моранте за La testa fra le nuvole (Глава у облацима) (1990)
- Међународни ПЕН за Per voce sola (Само за један глас) (1991)
- Награда Rapallo Carige за списатељице за Per voce sola (Само за један глас) (1992)
- Награда Cento за Il cerchio magico (1995)
- Почасни Златни Данте из A.L. "Bocconi d'Inchiostro" - Универзитет Bocconi за изузетну каријеру (2013)

## Дела
- La testa tra le nuvole (Глава у облацима) (1989) Награда Елса Моранте.
- Per voce sola (Само за један глас) (1991) Међународна награда ПЕН-а.
- Cuore di ciccia (1992)
- Il cerchio magico (Чаробни круг) (1994)
- Va' dove ti porta il cuore (Иди куда те срце води) (1994)
- Anima Mundi (Анима Мунди) (1997)
- Cara Mathilda. Lettere a un'amica (Драга Матилда) (1997)
- Tobia e l'angelo (Тобија и анђео) (1998)
- Verso casa (1999)
- Papirofobia (Страх од књиге : прича о дечаку који није волео да чита) (2000)
- Rispondimi (Одговори ми) (2001)
- Più fuoco più vento (Више ватре, више ветра) (2002)
- Fuori (Изван) (2003)
- Ogni parola è un seme (2005)
- Ascolta la mia voce (Слушај мој глас) (2007)
- Luisito - Una storia d'amore (Луизито - једна прича о љубави) (2008)
- Il grande albero (2009)
- Per sempre (Заувек) (2011)
- L' isola che c'è. Il nostro tempo, l'Italia, i nostri figli (2011)
- Ogni angelo è tremendo (Сваки је анђео страшан) (2013)
- Via Crucis. Meditazioni e preghiere (2013)
- Un'infanzia: adattamento teatrale di Adriano Evangelisti (2013)
- Sulle orme di San Francesco (2014)
- Illmitz (Илмиц) (2014)
- Salta Bart! (Скачи, Барте!) (2014)
- Un cuore pensante (2015)
- Il tuo sguardo illumina il mondo (2018)

Извори:
* наслови на италијанском OPAC-у
* наслови на Google Books
* наслови на српском OPAC-у

## Филмографија
- Nel mio amore (2004)